# Blakea cuneata
Blakea cuneata är en tvåhjärtbladig växtart som beskrevs av Paul Carpenter Standley. Blakea cuneata ingår i släktet Blakea och familjen Melastomataceae. Inga underarter finns listade i Catalogue of Life.